# Macaca majori
Macaca majori es una especie extinta de primate catarrino de la familia Cercopithecidae que vivió en el Pleistoceno en Cerdeña, Italia. Esta especie era entre 5 a 10 % más chica que el macaco bereber actual, Macaca sylvanus en sus dimensiones dentales.